# Campeonato Italiano de Rugby 2004-05
El Campeonato de Rugby de Italia de 2004-05 fue la 75.ª edición de la primera división del rugby de Italia.

## Sistema de disputa
El torneo se desarrolló en dos etapas, una fase regular en la cual los equipos disputaron encuentros en condición de local y de visitante frente a cada uno de sus rivales.
Luego se disputará una etapa de eliminación directa, en la cual los primeros cuatro equipos de la fase regular clasifican a las semifinales en la búsqueda por el campeonato.
El último equipo en la tabla general desciende directamente a la Serie B.

## Desarrollo
- Tabla de posiciones:[1]

| Pos. | Equipo           | Encuentros | Encuentros | Encuentros | Encuentros | Tantos | Tantos | Tantos | PB | Puntos |
| Pos. | Equipo           | PJ         | PG         | PE         | PP         | F      | C      | Dif    | PB | Puntos |
| ---- | ---------------- | ---------- | ---------- | ---------- | ---------- | ------ | ------ | ------ | -- | ------ |
| 1.º  | Benetton Treviso | 18         | 14         | 1          | 3          | 640    | 290    | +350   | 12 | 70     |
| 2.º  | Rugby Viadana    | 18         | 14         | 1          | 3          | 558    | 351    | +207   | 11 | 69     |
| 3.º  | Rugby Calvisano  | 18         | 12         | 0          | 6          | 536    | 336    | +200   | 11 | 59     |
| 4.º  | Amatori Catania  | 18         | 9          | 0          | 9          | 443    | 456    | -13    | 8  | 44     |
| 5.º  | Rugby Rovigo     | 18         | 7          | 3          | 8          | 382    | 473    | -91    | 4  | 38     |
| 6.º  | L'Aquila Rugby   | 18         | 6          | 3          | 9          | 407    | 506    | -99    | 5  | 35     |
| 7.º  | Petrarca Padova  | 18         | 6          | 1          | 11         | 437    | 526    | -89    | 8  | 34     |
| 8.º  | Rugby Parma      | 18         | 7          | 0          | 11         | 361    | 471    | -110   | 5  | 33     |
| 9.º  | GRAN Parma       | 18         | 4          | 2          | 12         | 357    | 507    | -150   | 8  | 28     |
| 10.º | Leonessa         | 18         | 5          | 1          | 12         | 363    | 568    | -205   | 5  | 27     |

|  | Clasificado a Semifinales. |
|  | Descendido a la Serie B.   |

### Semifinales
| Equipo 1        | Equipo 2         | Ida   | Vuelta |
| --------------- | ---------------- | ----- | ------ |
| Amatori Catania | Benetton Treviso | 20-25 | 21-41  |
| Rugby Calvisano | Rugby Viadana    | 16-9  | 13-13  |

### Final
| 28 de mayo de 2005 | Benetton Treviso | 20 - 25 | Rugby Calvisano |  |  |

| Bandera de Italia       |
| Campeón Rugby Calvisano |
| Primer título           |